# Élection gouvernorale altaïenne de 2024
L'élection gouvernorale altaïenne de 2024 a lieu le 8 septembre 2024 en même temps que les législatives altaïennes lors des infanationales russes afin d'élire le chef de la république de l'Altaï, l'une des 22 républiques de la fédération de russie. Le chef par intérim Andreï Tourtchak brigue un mandat complet.

## Contexte national
Oleg Khorokhordine, alors membre du personnel de l'appartus du gouvernement fédéral et président du conseil d'administration du GLONASS, a été nommé chef par intérim de la république de l'Altaï en mars 2019. Khorokhordine a remplacé Alexandre Berdnikov, titulaire du poste depuis 2006, qui a démissionné et a ensuite été nommé directeur de Rosgeologia.
Khorokhordine, officiellement indépendant, a été nommé pour un mandat complet par Russie Unie. Les élections de 2019 ont été considérées comme très compétitives, certains experts envisageant la possibilité d'un second tour. Khorokhordine a remporté l'élection avec 58,82 % des voix lors du premier tout, battant l'ancien député de la Douma d'État Viktor Romachkine (KPRF) par 27 points.
L'actualité russe est marquée par l'invasion russe de l'Ukraine depuis 2022 ainsi que par la prise totale du pouvoir par Vladimir Poutine. La république de l'Altaï est l'une des régions les plus pauvres de Russie, où Moscou recrute en masse pour la guerre. Selon Vedomosti, quotidien russe autorisé par le pouvoir, la république de l'Altaï est, aux côtés de Mari El et du kraï de Khabarovsk, une région qui pourrait être difficile, car les communistes y sont forts.
Une mauvaise gestion et des conflits publics avec l'élite locale de l'Altaï ont conduit à des spéculations sur la retraite potentielle de Khorokhordine, qui se sont encore intensifiées début juin 2024. De manière inattendue, des rumeurs ont fait surface sur la nomination potentielle du premier vice-président du Conseil de la Fédération et secrétaire général de Russie unie Andreï Tourtchak comme chef par intérim de la république, ce qui a probablement été considéré comme une rétrogradation.  Le 4 juin, Khorokhordine a annoncé sa démission et le président russe Vladimir Poutine, lors d'une vidéoconférence avec Tourtchak, lui a proposé un poste de chef par intérim de la république de l'Altaï, ce que Tourtchak a accepté. Andreï Tourtchak était auparavant gouverneur de l'oblast de Pskov en 2009-2017.

## Système électoral
Le gouverneur est élu au scrutin uninominal majoritaire à deux tours pour un mandat de cinq ans. Est déclaré élu le candidat ayant recueilli la majorité absolue au premier tour. À défaut, les deux candidats arrivés en tête s'affrontent au second tour, et celui recueillant le plus de voix l'emporte. Les candidats doivent avoir au moins trente ans, ne pas avoir de double nationalité ni de permis de séjour dans un autre pays et, depuis 2013, certifier par écrit à la commission électorale qu'il ne dispose pas de compte bancaire, espèces ou objets de valeurs à l'étranger. Dans le cas contraire, ceux ci doivent être rapatriés en Russie,.
Depuis le 1er juin 2012, l'élection des chefs des entités composant la fédération de Russie est de nouveau possible au scrutin direct, après une période de huit ans durant laquelle ils étaient directement nommés par le président de la fédération,. Les candidats doivent cependant se soumettre à des conditions strictes de parrainage, appelées « filtre ». Le filtre impose dans la République ainsi de recueillir les signatures de soutien de 7 % des conseillers municipaux et des chefs de municipalités. Tous n'ont le droit de soutenir qu'un seul candidat, et ne peuvent se rétracter une fois leurs signature notariée.

## Candidats enregistrés
| Candidat | Candidat                                   | Qualité | Statut  |
| -------- | ------------------------------------------ | --- | ------- |
|          | Oleg Dobrynine Rodina                      | Membre de l'Assemblée d'État de la république de l'Altaï (2019-présent) | Inscrit |
|          | Aleksandr Kirillov Parti libéral-démocrate | Ancien membre de l'Assemblée d'État de la république de l'Altaï (2006-2014) Instructeur sportif                                                                                              | Inscrit |
|          | Andreï Tourtchak Russie unie               | Chef par intérim de la république de l'Altaï (2024-présent) Ancien secrétaire général du parti Russie unie (2017-2024) Ancien premier vice-président du Conseil de la Fédération (2020-2024) | Inscrit |

## Résultats
| Candidats                | Candidats                | Partis                   | Votes   | %     |
| ------------------------ | ------------------------ | ------------------------ | ------- | ----- |
|                          | Andreï Tourtchak         | Russie unie              | 55 507  | 74,09 |
|                          | Aleksandr Kirillov       | Parti libéral-démocrate  | 7 506   | 10,02 |
|                          | Oleg Dobrynine           | Rodina                   | 4 724   | 6,31  |
|                          |                          |                          |         |       |
| Votes valides            | Votes valides            | Votes valides            | 67 737  | 90,41 |
| Votes blancs et nuls     | Votes blancs et nuls     | Votes blancs et nuls     | 7 186   | 9,59  |
| Total                    | Total                    | Total                    | 74 924  | 100   |
| Abstention               | Abstention               | Abstention               | 89 198  | 54,35 |
| Inscrits / participation | Inscrits / participation | Inscrits / participation | 164 122 | 45,65 |